# The Luck of Geraldine Laird
The Luck of Geraldine Laird è un film muto del 1920 diretto da Edward Sloman. La sceneggiature di Harvey Gates si basa sull'omonimo romanzo di Kathleen Norris pubblicato a puntate su Pictorial Review dall'ottobre 1918 al gennaio 1919. Prodotto dalla casa di produzione di Bessie Barriscale, il film aveva come star la famosa attrice. Tra gli altri interpreti, Niles Welch, Boyd Irwin, Dorcas Matthews, William V. Mong, Rosita Marstini, Ashton Dearholt, Nanine Wright.

## Trama
Dean Laird è frustrato nelle sue aspirazioni di diventare un commediografo e, nel contempo, si sente sminuito dal fatto di vivere insieme ai suoceri, anche perché sua moglie Geraldine preferisce vivere ancora con la madre. Lui, invece, preferirebbe magari una casa più piccola, ma senza ospiti importuni o suoceri. Quando in paese capita Kennedy Bond, un'agente letteraria che gli dice che ha talento, Laird se ne va con lei, accompagnandola a New York. Geraldine, determinata a riprendersi il marito, lo segue. Per vivere, trova un lavoro da commessa. Un giorno un regista, vedendola fare l'imitazione dell'attrice Sarah Bernhardt, le offre un lavoro. Geraldine è così brava che ben presto diventa una stella del palcoscenico. Durante un banchetto tenuto in suo onore, incontra il marito, drammaturgo fallito. I due si confrontano e, davanti agli ospiti, lei lo attacca. Sbollita la rabbia, Geraldine preferisce dimenticare il torto subito, finendo per riconciliarsi con il marito.

## Produzione
Il film fu prodotto dalla Bessie Barriscale Productions con il titolo di lavorazione Woman and Wife. Fu la terza storia di Kathleen Norris portata sullo schermo dalla Barriscale.

## Distribuzione
Distribuito dalla Robertson-Cole Distributing Corporation, il film uscì nelle sale cinematografiche statunitensi il 1º febbraio 1920.
Non si conoscono copie ancora esistenti della pellicola che viene considerata presumibilmente perduta.